# Білецький Антон Остапович
Анто́н Оста́пович Біле́цький (*3 січня 1914, Коломия) — діяч прогресивної української еміграції і робітничого руху Канади. 
Народився у Коломиї в сім'ї шахтаря.
Був важливою постаттю в українській еміграції та робітничому русі Канади. Він народився в Коломиї та емігрував до Канади в 1927 році, де став активним учасником робітничого руху. Вступив до Комуністичної партії Канади у 1931 році. За свою революційну діяльність Білецький був ув'язнений в концтаборі між 1940 і 1942 роками. Окрім того, він був обраний головою Робітничого запомогового товариства Канади у 1949 році, що стало значною віхою в його діяльності.
1927 року прибув до Канади і з того часу брав активну участь у робітничому русі.
1928 року вступив до Спілки комуністичної молоді Канади, а в 1931 — до Комуністичної партії Канади.
З 1933 року постійно працює в українських прогресивних організаціях і пресі. 1940—42 за революційну діяльність був ув'язнений в концтаборі.
1949 року обраний головою Робітничого запомогового товариства Канади.